# Universidade de Alcalá (histórica)
A Universidade de Alcalá, Universidade Complutense, Universidade Cisneriana (em castelhano:  Universidad de Alcalá, Universidad Complutense, Universidad Cisneriana, em latim: Complutensis Universitas) foi uma universidade que situava-se no município espanhol de Alcalá de Henares, que atualmente pertence à Comunidade de Madrid. Fundada em 1499 por Francisco Jiménez de Cisneros, durante os séculos XVI e XVII, tornou-se um grande centro de excelência académica. Em 1777 foi separada física e organicamente do Colégio Maior de Santo Ildefonso, e passou a ser denominada como Real Universidade de Alcalá (Real Universidad de Alcalá), tendo a sua sede no antigo edifício do Colégio Máximo dos Jesuítas de Alcalá de Henares. Em 1836 a universidade foi integrada juntamente com os ensinamentos dos Reais Estudos de Santo Isidoro e o Real Museu de Ciências Naturais de Madrid numa única instituição, criando assim a Universidade Central de Madrid, atualmente designada por Universidade Complutense de Madrid.
Entre os seus alunos e professores encontram-se: Antonio de Nebrija, Tomás de Vilanova, Juan Ginés de Sepúlveda, Inácio de Loyola, Domingo de Soto, Ambrosio de Morales, Benito Arias Montano, Francisco Suárez, Juan de Mariana, Francisco Vallés de Covarrubias, Antonio Pérez, João da Cruz, Mateo Alemán, Félix Lope de Vega, Francisco de Quevedo, Calderón de la Barca, Gaspar Melchor de Jovellanos, Andrés Manuel del Río, frei Diego Morcillo, Blas Ortiz, etc.

## História

### Studium Generale(1293-1499)
A 20 de maio de 1293, o rei Sancho IV de Leão e Castela concedeu a licença ao arcebispo de Toledo, Gonzalo García Gudiel, para criar um Studium Generale (Estudo Geral, como eram referidos os estudos universitários) em Alcalá de Henares, "com as mesmas franquezas para os professores e académicos, que eram concedidas ao Estudo Geral de Valhadolide". Esses estudos sobreviveram ao longo do tempo até a sua integração com a refundação cisneriana. A 17 de julho de 1459, o papa Pio II entregou uma bula, pedida pelo arcebispo Alfonso Carrillo de Acuña, "para a construção de três Cátedras de Artes e Gramática neste estudo de Alcalá". Estas últimas cátedras, subsistentes daquele Estudo Geral do século XIII, foram integradas por Cisneros na "nova" universidade.

### Complutensis Universitas(1499-1836)

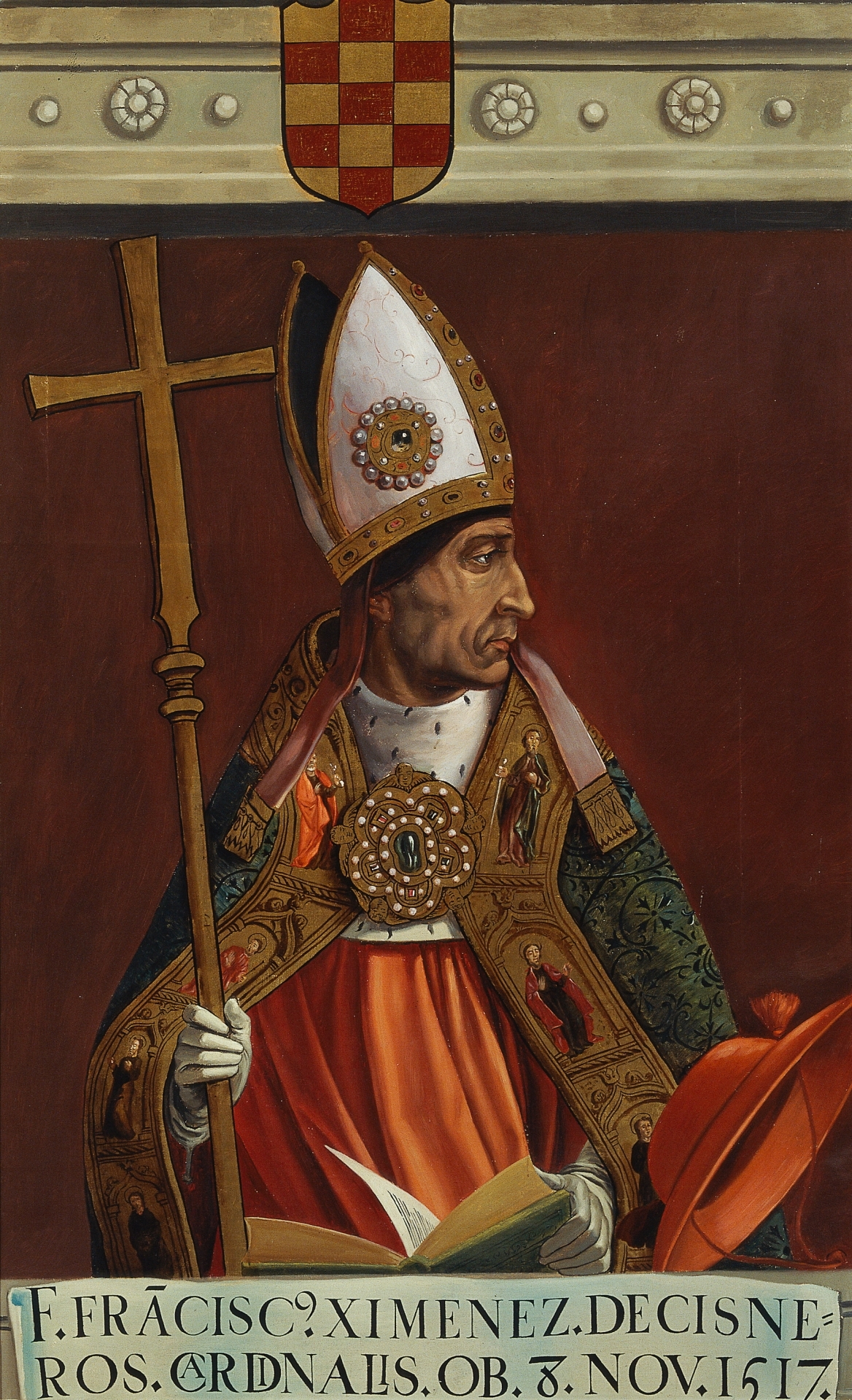
O cardeal Francisco Jiménez de Cisneros.

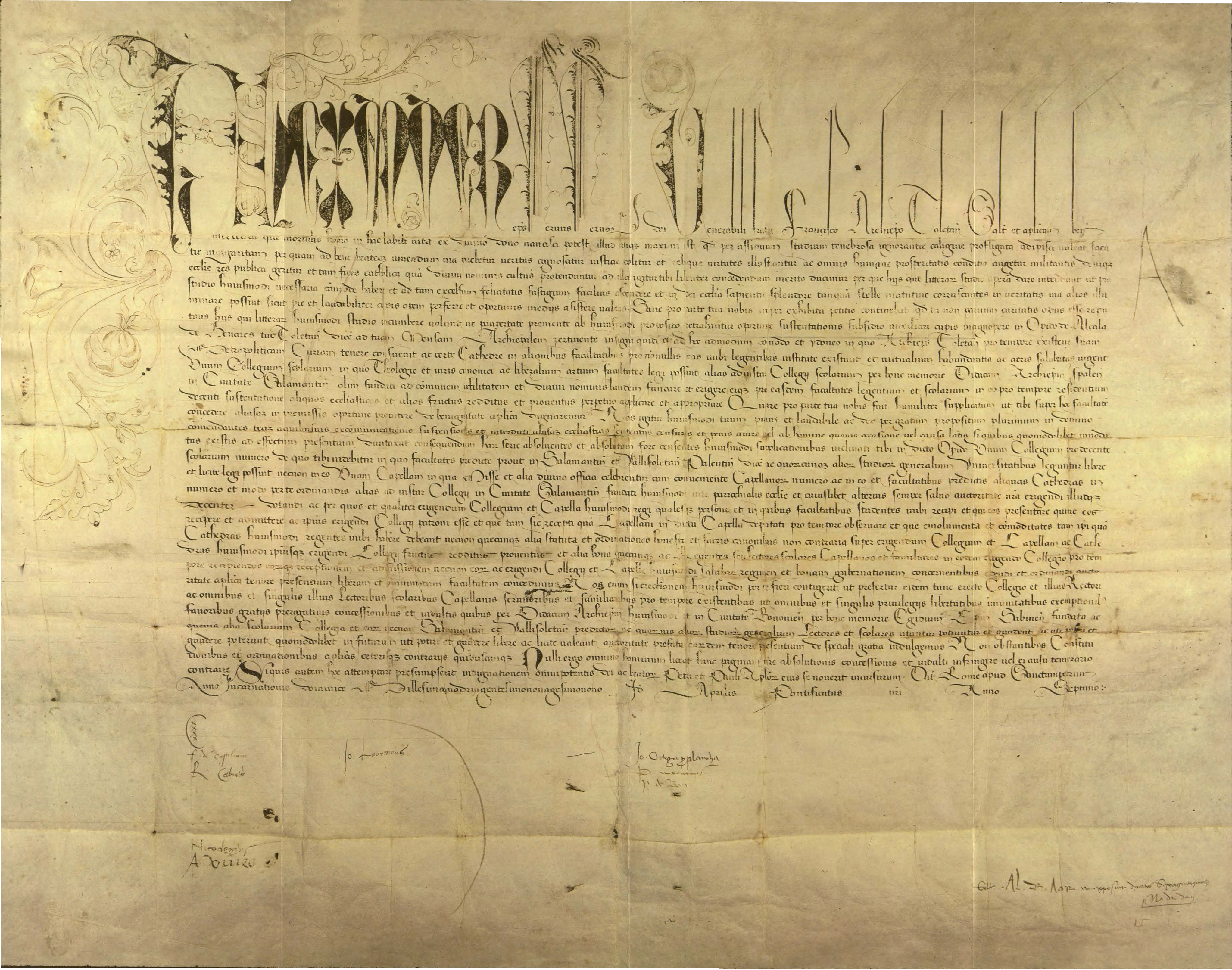
A bula pontifícia do papa Alexandre VI que autorizou a fundação da Universidade de Alcalá (1499).

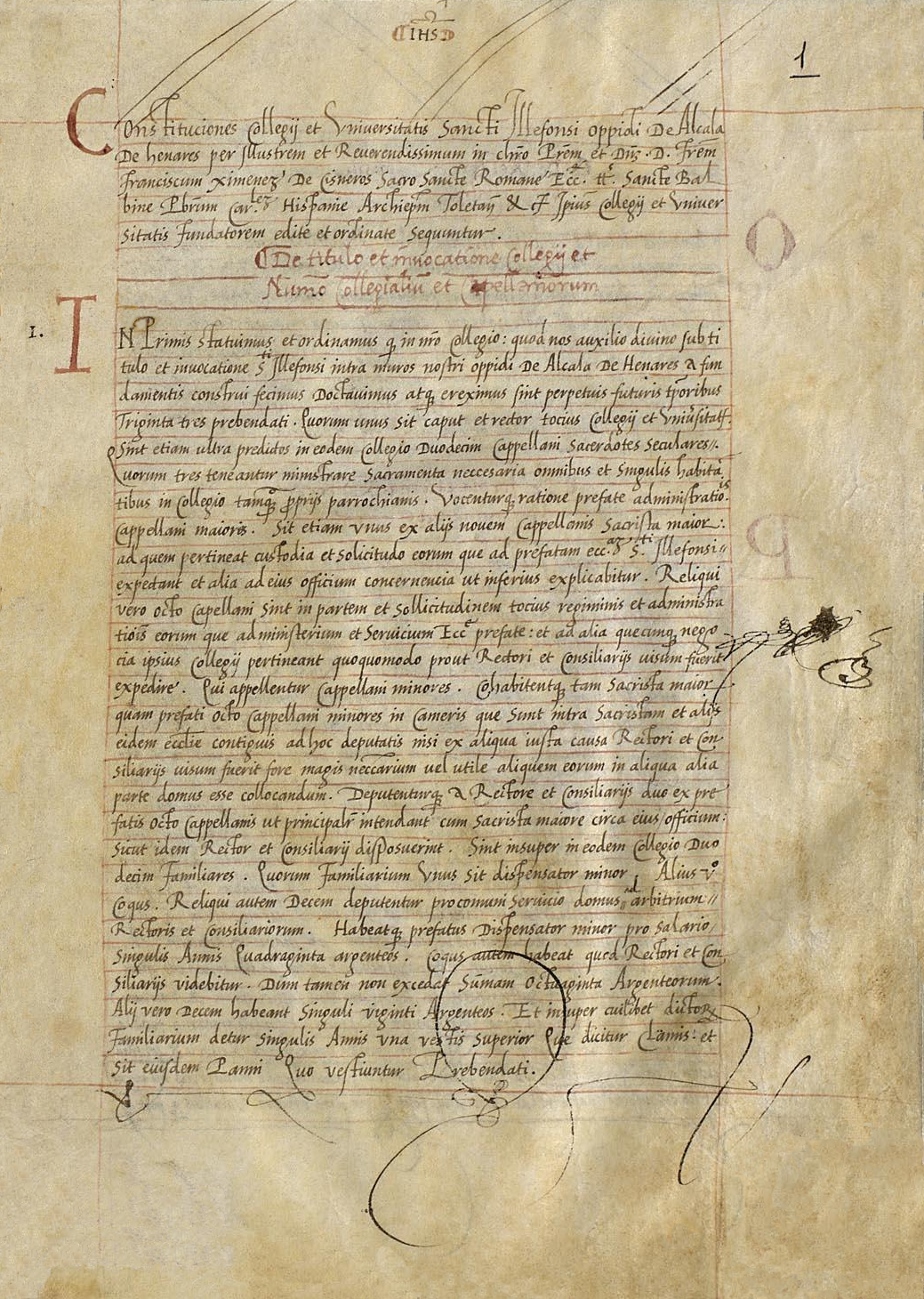
As constituições originais em latim do Colégio Maior de Santo Ildefonso (Francisco Jiménez de Cisneros, 22-01-1510).

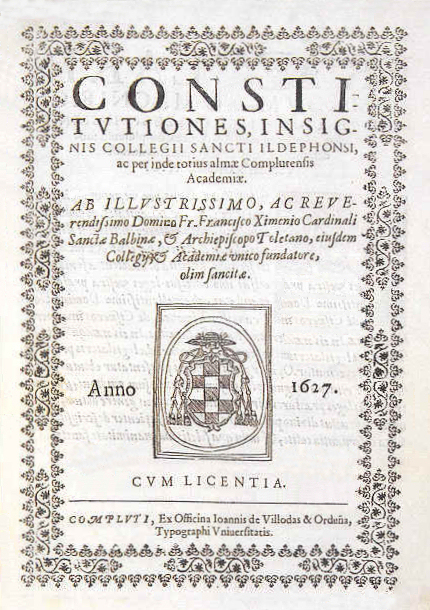
As constituições da Universidade de Alcalá, edição de 1627 em latim.

Cisneros, ex-aluno do Estudo Geral, criou a partir deste a Complutensis Universitas (Universidade Complutense, de Alcalá ou Cisneriana) através das três bulas pontifícias concedidas pelo papa Alexandre VI a 13 de abril de 1499.
Graças a esta bula, o cardeal fundou a instituição, dotando-a de todos os bens materiais e económicos necessários e oficializou os títulos emitidos por esta. Antes da entrega da bula pontifícia, Cisneros havia iniciado um amplo trabalho de compra de terrenos e construção: a futura Civitas Dei, Cidade de Deus, sob um esquema inovador (o primeiro câmpus universitário ex-novo do mundo) que seria exportado a diferentes universidades.
A primeira pedra do edifício foi lançada a 14 de março de 1501. O primeiro grupo de estudantes não começou os seus estudos até 18 de outubro de 1508, durante a festa de São Lucas. Entre os alunos deste grupo encontra-se Tomás García Martínez, futuro arcebispo de Valência, conhecido como Tomás de Vilanova.
Entre e 1509 e 1510 já funcionavam cinco faculdades: Artes e Filosofia, Teologia, Direito Canónico, Letras e Medicina. A 22 de janeiro de 1510, Cisneros dotou à fundação as «Constituições do Colégio Maior de Santo Ildefonso», reguladora normativa de todos os assuntos da comunidade universitária, onde eram especificados os direitos e deveres dos seus membros.
Cisneros adaptou a universidade para o novo período (a Idade Moderna), incentivando a sua participação ativa na sociedade e nas estruturas de poder, sem ser apenas um centro exclusivo para o cultivo erudito do conhecimento, como tinha sido confinado dentro dos muros dos conventos medievais. A universidade foi criada com três objetivos:
- religioso: instituição de ensino para formar eclesiásticos que recuperassem os valores da espiritualidade antiga perdidos durante a Idade Média;
- político: a formação de capacitados letrados e bispos nas estruturas de governo, capazes de dirigir os assuntos complexos da Monarquia Católica;
- cultural: a adequação da teologia aos princípios da Antiguidade Clássica.

Os dois principais cargos da universidade eram o de reitor, que era eleito entre os alunos do Colégio Maior de Santo Ildefonso, sendo a pessoa com a máxima autoridade académica, executiva, económica e jurisdicional; e o cancelário, que era nomeado de forma vitalícia pelo abade da Igreja Magistral dos Santos Justo e Pastor, que atribuía os graus académicos universitários pela autoridade apostólica que ostentava. Os cargos com numerosos confrontos ao longo da história da instituição.
O plano de estudos da Universidade de Alcalá transformou-a na bandeira do humanismo cristão. A teologia foi o eixo central da formação, sendo as disciplinas subsidiárias: Direito canónico, Filosofia, Medicina, Gramática, Retórica e as línguas bíblicas. A Faculdade de Teologia organizou as suas três cátedras principais, atendendo as três escolas mais importantes de ensino teológico do século XV europeu: escutismo, nominalismo e tomismo. O seu magistério foi dado em igualdade de condições, dotando os alunos da possibilidade privilegiada, em terras hispânicas, de receber uma formação teologicamente ampla, sincrética e contrastada, sobre a base da própria multiplicidade dos postulados defendidos.
A fundação cisneriana do Colégio Maior de Santo Ildefonso foi acompanhada com as dos outros colégios denominados «menores». Cisneros decidiu criar em 1513 seis novos colégios, em geral, de ordem independente, diferentemente de outros fundados posteriormente ligados às ordens religiosas, embora com uma certa dependência do Maior, já que às vezes os primeiros anos foram estudados neles. Os colégios menores criados pelo cardeal Cisneros foram:
- o Colégio de São Pedro e São Paulo, o único vinculado a uma ordem religiosa, a franciscana, que era o fundador;[18]
- o Colégio da Mãe de Deus (conhecido como Colégio dos Teólogos) para estudar teologia, embora a medicina também tenha se destacado nele;
- o Colégio de Santa Catarina (conhecido como dos Artistas —bacharel em Artes— ou dos Físicos) para estudar a física de Aristóteles;
- o Colégio de Santa Balbina (conhecido como dos Lógicos) porque nele era cursada esta e outras disciplinas filosóficas e teológicas, correspondentes aos primeiros cursos de Artes;
- os Colégios de Santo Eugénio e de Santo Isidoro (dos Gramáticos, tanto latinos, como gregos) que no século XVII se fundiram, chamando-se Santo Ambrósio;

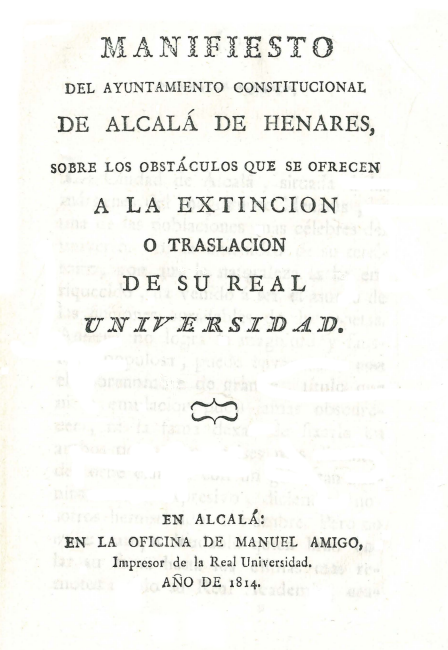
Manifesto de 1814 da Câmara Municipal de Alcalá de Henares que contraria a extinção e mudança da Universidade de Alcalá.

Após a morte de Cisneros durante o século XVI, os colégios menores começaram a se proliferar das ordens religiosas (agostinhos, o Colégio-Convento de São Basílio dos basílios, carmelitas calçados e descalços, cistercienses, clérigos regulares menores, dominicanos, franciscanos, jesuítas, mercedários calçados e descalços, e trinitários calçados e descalços), das ordens militares, de dioceses (como o Colégio Menor de São Clemente Mártir ou dos Manchegos), da fundação real (por Filipe II de Espanha, como de São Filipe e Santiago, chamado «do Rei»), e fundação privada (como de Santiago ou dos Cavaleiros Manriques, de Santa Catarina Mártir ou dos Verdes, de São Ciríaco e Santa Paula ou de Málaga, o Colégio Menor de São Jorge ou dos Irlandeses), tendo expandido a cidade universitária com vários colégios menores.
Durante os séculos XVI e XVII, a Universidade de Alcalá transformou-se num grande centro de excelência académica. O prestígio dos seus estudos, assim como dos seus professores, tornou a universidade no modelo sobre o qual foram constituídas as novas universidades da América espanhola, sendo também o principal foco do humanismo de Espanha. Também chegou a ser uma universidade de referência onde o estudo da teologia era referido nas suas aulas com uma multidão de estudantes de origem flamenga e irlandesa.
Durante o século XVIII, em meio a um contexto de mudança nos modelos educacionais universitários espanhóis, Gaspar Melchor de Jovellanos chegou na Universidade de Alcalá e deu um novo impulso aos seus estudos. No entanto, um processo de declínio universitário progressivo já havia começado, que tentou impedir várias reformas.
Real Universidade de Alcalá
Em 1777 foi separado o governo da universidade do poder do Colégio Maior de Santo Ildefonso, através de novos estatutos e do agrupamento em 1779 de vários colégios menores no novo Colégio Menor da Imaculada Conceição de Nossa Senhora. Para além disso, foi renomeada como Real Universidade de Alcalá, e transferida a uma nova sede no antigo edifício do Colégio Máximo dos Jesuítas de Alcalá de Henares. Em 1785 foi atribuído o grau de doutora em Filosofia, a María Isidra de Guzmán y de la Cerda, a primeira mulher que graduou-se em Espanha. A 5 de outubro de 1797 a Real Universidade de Alcalá regressou a sua antiga sede no Colégio Maior, onde permaneceu definitivamente até ser fechada em 1836.
Em 1824, Francisco Tadeo Calomarde incorporou a Universidade de Siguença à de Alcalá.

### Mudança da universidade a Madrid (1836)
Em 1836, durante o reinado de Isabel II de Espanha, a universidade foi transferida para Madrid, onde foi renomeada para Universidade Central. A 2 de outubro de 1848, Vicente de la Fuente (o último reitor do Colégio de Málaga) foi contratado para transferir a biblioteca da Universidade Complutense para a Central de Madrid; neste trabalho distribuiu, classificou e colocou no espaço de três meses os vinte mil volumes que formavam no estabelecimento que se abriu em Madrid, na rua de São Bernardo, a 10 de janeiro de 1849. Em 1970 adotou o nome de Universidade Complutense de Madrid.
Os edifícios que até então abrigavam a universidade do cardeal Cisneros foram leiloados e privatizados em 1845. O primeiro proprietário dos bens leiloados foi um empresário de seda chamado Joaquín Alcober, que pretendia estabelecer um viveiro e um tear no Colégio Maior de Santo Ildefonso. Os seus planos não foram realizados e ele vendeu o complexo universitário, que acabou nas mãos de Javier de Quinto y Cortés (um importante político e patrono da época, que seria enobrecido pela rainha Isabel II de Espanha como conde de Quinto), que levou de Alcalá grande parte das obras de arte que decoravam a universidade, tendo destruído outras (como o arco universitário). Diante da possibilidade de que o património imobiliário sumisse, um grupo de vizinhos complutenses criou em 1851 uma sociedade de ações para a proteção e conservação do património histórico, a Sociedad de Condueños de los Edificios que fueron Universidad. Atualmente, os herdeiros dessas propriedades de Alcalá seguem sendo os proprietários de uma parte importante dos edifícios que antigamente formaram a universidade, o chamado Quarteirão Universitário, que são arrendados para a atual Universidade de Alcalá.

### Restauração universitária em Alcalá de Henares (1977)
Em 1975 foram estabelecidas em Alcalá algumas faculdades dependentes da Universidade Complutense de Madrid, com o objetivo de descongestioná-la. Em 1977, foi fundada a partir desses centros, a «nova Universidade de Madrid com sede em Alcalá de Henares». Em 1981, devido à sanção legal do escudo e do lema, a denominação foi legalmente reconhecida como «Universidade de Alcalá de Henares». A 5 de novembro de 1996 foi adotada a nova designação: «Universidade de Alcalá».
A 2 de dezembro de 1998, a Organização das Nações Unidas para a Educação, a Ciência e a Cultura (UNESCO) declarou o recinto universitário e histórico da cidade de Alcalá de Henares como Património Mundial da Humanidade.